# 和氣純子
和氣 純子（わけ じゅんこ） は、日本の社会福祉学者。東京都立大学大学院人文科学研究科教授、日本学術会議会員。日本ソーシャルワーク教育学校連盟副会長。

## 人物・経歴
長野県岡谷市出身。長野県諏訪清陵高等学校を経て、東京女子大学卒業後、アメリカ留学を経て、1996年東洋大学大学院社会学研究科社会福祉学専攻博士後期課程修了、博士（社会福祉学）。窪田暁子ゼミ出身。2007年度厚生統計協会川井記念賞受賞。
東京都老人総合研究所助手、東京都立大学人文学部講師、同助教授、首都大学東京都市教養学部・人文社会系助教授、同准教授を経て、2012年同教授。
2014年日本学術会議連携会員。2017年東京都社会福祉審議会委員。2018年文部科学省教科用図書検定調査審議会臨時委員。2019年日本ソーシャルワーク教育学校連盟副会長、厚生労働省社会保障審議会臨時委員。
2020年東京都立大学大学院人文科学研究科教授、日本社会福祉学会副会長、日本学術会議会員、文部科学省大学設置・学校法人審議会大学設置分科会専門委員。2022年日本ソーシャルワーク学会副会長、東京都保健医療計画推進協議会委員。

## 著書
- 『高齢者を介護する家族 : エンパワーメント・アプローチの展開にむけて』川島書店 1998年